# Stilbia calberlae
Stilbia calberlae là một loài bướm đêm trong họ Noctuidae.